# Lasolotka kaszmirska
Lasolotka kaszmirska (Eoglaucomys fimbriatus) – gatunek ssaka z rodziny wiewiórkowatych (Sciuridae). Jedyny przedstawiciel rodzaju lasolotka (Eoglaucomys). Czerwona księga gatunków zagrożonych Międzynarodowej Unii Ochrony Przyrody określa lasolotkę kaszmirską jako gatunek najmniejszej troski (least concern – LC). Gatunek występuje na terenie Kaszmiru i Pendżabu w Indiach (na wysokości 1800 to 3600 m n.p.m.) oraz w środkowo-wschodniej i w północno-zachodniej części Afganistanu (na wysokości 1600 do 3500 m n.p.m.).

## Zasięg występowania
Lasolotka kaszmirska występuje w zależności od podgatunku:
- E. fimbriatus fimbriatus – zachodni Pendżab w Pakistanie oraz Dżammu i Kaszmir na wschód do Almory w Uttarakhand w Indiach
- E. fimbriatus baberi – lasolotka afgańska[6] – północno-wschodni Afganistan od Paktiki do Kabulu, na wschód do Chajber Pasztunchwy i Terytoriów Plemiennych Administrowanych Federalnie w północnym Pakistanie.

## Etymologia
- Eoglaucomys: gr. εως eōs lub ηως ēōs „świt, wschód”[9]; rodzaj Glaucomys Thomas, 1908.
- fimbriatus: łac. fimbriatus „z frędzlami”, od fimbriae „frędzle”[10].

## Morfologia
Długość ciała bez ogona 235–297 mm, długość ogona 252–330 mm; masa ciała 300–733,6 g.